# Верещагин, Игорь Евгеньевич
И́горь Евге́ньевич Вереща́гин  (род. 29 мая 1952, Каменск-Уральский, Свердловская область) — российский музыкальный и стрит-фотограф.

## Биография
Игорь Верещагин родился в 1952 году в городе Каменск-Уральский Свердловской области в семье Евгения Петровича и Марии Ивановны Верещагиных. Кроме него в семье рос младший брат Павел.
Первые снимки Игорь сделал в 1957 году, в возрасте пяти лет, они сохранились в семейном архиве. Ещё в школе Игорь увлёкся музыкой группы The Beatles и выучил английский язык. В 1967 году семья Верещагиных получила приглашение в Софию, где проходил международный фестиваль молодёжи и студентов.
В 1977 году Игорь окончил радиотехнический факультет Томского института радиоэлектроники и электронной техники. После окончания института несколько лет проработал на вычислительном центре Братского алюминиевого завода, а затем возглавил его фотослужбу. В это же время Игорь Верещагин начал снимать для газет и журналов, но мечта снимать музыкантов и улицу осуществилась только после его переезда в Москву в 1994 году.

### Москва
В Москве Игорь встретил Артура Пилявина, лидера группы «Квартал». Музыканты этой группы стали первыми, кого Верещагин начал снимать в столице. В скором времени Верещагин познакомился с Гариком Сукачёвым и по его личной просьбе отснял концерт во МХАТе 25 октября 1996 года. Сотрудничество фотографа с музыкантом продолжилось, и Верещагин стал эксклюзивным фотографом на всех фильмах Сукачёва: «Кризис среднего возраста» (1997), «Праздник» (2001), «Дом Солнца» (2010).
Этот период также ознаменовался началом активной работы Игоря Верещагина с российскими и мировыми звёздами. Героями его фотографий становятся Jethro Tull, Пол Маккартни, Роберт Плант, Чак Берри, Игги Поп, Ринго Старр, Элис Купер, Борис Гребенщиков, Эллиотт Эрвитт, Себастьян Салгаду, Энни Лейбовиц, Сева Новгородцев, Борис Немцов и многие другие.
Снимок Верещагина «Iggy Pop in Moscow» украшает одну из стен в резиденции Игги Попа в Майами. Во время первого визита The Rolling Stones в Москву в 1998 году Игорь Верещагин был официальным фотографом группы.
С 10 марта по 16 апреля 2017 года в МАММ (Мультимедиа Арт Музей) по инициативе Ольги Свибловой и Сергея Смолина прошла персональная выставка Игоря Верещагина Given & Stolen («Подаренное и Украденное»), в рамках московского биеннале «Мода и стиль в фотографии 2017».

Если я снимаю и меня не замечают — это значит, что я ворую чей-то образ, а если смотрят, видят, что я фотографирую, — значит, мне его дарят. У меня есть такой снимок: в метро сидят три старушки, спят. И между ними сидит мой внук, который смотрит прямо в глаза. Получается и подаренное, и украденное, и given, и stolen.
— Игорь Верещагин
Снимок Чака Бэрри с пятилетней москвичкой на руках был сделан Игорем Верещагиным в 1997 году на закрытии Московского Международного кинофестиваля. Спустя 20 лет Верещагину ́удалось разыскать девочку и, на выставке «Подаренное и Украденное», вручить ей фотографию.

### Given&Stolen
7 июня 2017 года в кинотеатре «Пионер» Игорь Верещагин презентовал фотоальбом Given&Stolen. Мероприятие посетил рекорд-продюсер студии «Эбби-Роуд» Хэйдн Бендалл. Во время презентации впервые в России была продемонстрирована культовая кинолента 1969 года More режиссёра Барбе Шрёдера, саундтрек из которой стал основой одноименного альбома группы Pink Floyd.

Родченко — гений диагонали, Бальтерманц — гений горизонтали, а Верещагин абсолютно гениально выстраивает кадр.
— Ольга Свиблова
1 августа 2017 года ещё одна презентации фотоальбома состоялась в «Московском доме книги» на Новом Арбате. Среди гостей мероприятия была группа «Машина времени» в полном составе, а также композитор Владимир Матецкий и радиоведущий Сева Новгородцев.

### Сотрудничество с прессой
В разные годы Игорь Верещагин работал внештатным фотографом в журналах «Огонёк», «Собеседник», «Стас», «Медведь», «Птюч», «Эксперт», «Foto&Video», «Театр», «Спутник телезрителя», «Живой Звук», «Elements», газетах «Неделя» и «Московский комсомолец».

### Семья
Жена — Вера Васильевна Верещагина, предприниматель. Дочь — Ирина (1974); внуки — Алина (1997) и Максим (2003).

## Работы

### Фотографии для оформления плакатов и обложек альбомов
- CD и DVD (обложка) Гарик Сукачёв и «Неприкасаемые» — «Концерт во МХАТе», «Фронтовой альбом», «Мой Высоцкий», «Города, где после дождя дымится асфальт», «Кризис среднего возраста», «Оборотень с гитарой», «5:0 В мою пользу», «Кампанелла Каменной Звезды. Часть 1»
- DVD (обложка) фильм Гарика Сукачёва — «Праздник»
- DVD (обложка) «Чайф» — «Всё только начинается!!!»
- DVD (обложка) «Воскресение» — «Не торопясь», «Посмотри, как я живу», «Мы вас любим», «Трилогия. Научи меня жить»
- DVD (обложка) «Машина Времени» + «Воскресение» — «50 Лет На Двоих»
- CD (обложка) «Лицей» — «Ты Стала Другой»
- CD (обложка) «Квартал» — «Мир розовых кукол», «Время на прокат»
- CD (обложка) Александр Ф. Скляр — «Вася-Совесть»

### Наиболее известные фотографии
- «Ринго Старр на пресс-конференции в Москве». Москва, 2011 год
- «Iggy Pop in Moscow». Москва, 2002 год
- «The Rolling Stones на аэродроме». Москва, 1998 год
- «Чак Берри и юная фанатка». Москва, 1997 год
- "Земфира на первом сольном концерте в «Олимпийском». Москва, 2000 год
- «Теодор и Карл» — Теодор Тэжик и его собака Карл. Москва, 2016 год
- «Владимир Фридкес с пластинкой Jesus Christ Superstar». Москва, 2015 год
- «Портрет американского фотографа Энн Лейбовиц». Москва, 1997 год
- «Гарик Сукачев на фоне высотки на Котельнической набережной». Москва, 2014 год
- «75-й День рождения Севы Новгородцева». Лондон, 2015 год
- «Борис Гребенщиков после концерта в Crocus City Hall». Москва, 2016 год
- «Роджер Уотерс на 50-летнем юбилее Игоря Верещагина». Москва, 2002 год